# إسحاق نيوتن فيلبس ستوكس
إسحاق نيوتن فيلبس ستوكس (بالإنجليزية: Isaac Newton Phelps Stokes) (و. 1867 – 1944 م) هو مؤرخ، ومهندس معماري من الولايات المتحدة الأمريكية .

## التعليم
تعلم في جامعة هارفارد.